# Chewa
Die Chewa sind ein Bantu-Volk, das vor allem in der südlichen Hälfte des südostafrikanischen Staates Malawi lebt, ferner auch im Osten von Sambia sowie in den Regionen Niassa, Tete und Milange in Mosambik, bis hinein nach Simbabwe. Eine verwandte Sprechgruppe heißt Nyanja, unterschieden werden auch die Sena-Sprecher in Mosambik und Malawi. Portugiesische Aufzeichnungen nennen Kontakte mit Chewa sowie deren Unterstämmen Banda und Phiri in diesem Gebiet. Die Chewa bilden heute die größte und dominierende Volksgruppe in der Republik Malawi, ihr Unterstamm bzw. Klan der Phiri konzentriert sich dabei auf Leitungsaufgaben, der Unterstamm bzw. Klan der Banda auf Heilen und Schamanismus.
Die Sprache der Chewa heißt Chichewa („Sprache der Chewa“), außerhalb von Malawi auch Chinyanja, Chisena oder Banti. Chichewa ist neben Englisch Amtssprache in Malawi und wird dort von 50 % der Bevölkerung als Muttersprache gesprochen. Chichewa ist auch die Bezeichnung für die Kultur der Chewa.

## Geschichte
Der Ursprung der Chewa wird im Süden des Kongobeckens vermutet, genauer in Malombo im Luba-Gebiet in der Demokratischen Republik Kongo. Die Chewa wanderten vor dem Ende des 1. Jahrtausends (laut schwächeren Quellen erst um 1480) über den Norden von Sambia nach Süden und gründeten dort angeblich das sagenhafte Königreich Maravi. Die ersten schriftlichen Zeugen sind portugiesische Berichte über Kontakte mit den Chewa um 1608 und 1667, sie machen jedoch keine Angaben zu deren Kultur und erwähnen nichts von einem Königreich. Bis 1900 gibt es so gut wie keine weiteren Quellen.
Offizielles Oberhaupt aller Chewa in den drei Staaten Malawi, Sambia and Mosambik ist seit 2004 Fred Daka, der Nachfolger des beliebten Chief Kalonga Gawa Undi. Sein traditioneller Sitz liegt in Mkaika östlich von Petauke in Sambia. Der erste Präsident (und spätere Diktator) der 1966 von ihm selbst ausgerufenen Republik Malawi war Hastings Kamuzu Banda (1896–1997), ein Chewa aus dem Banda-Stamm, der Chichewa zur offiziellen Amtssprache machte.

## Kultur und Religion

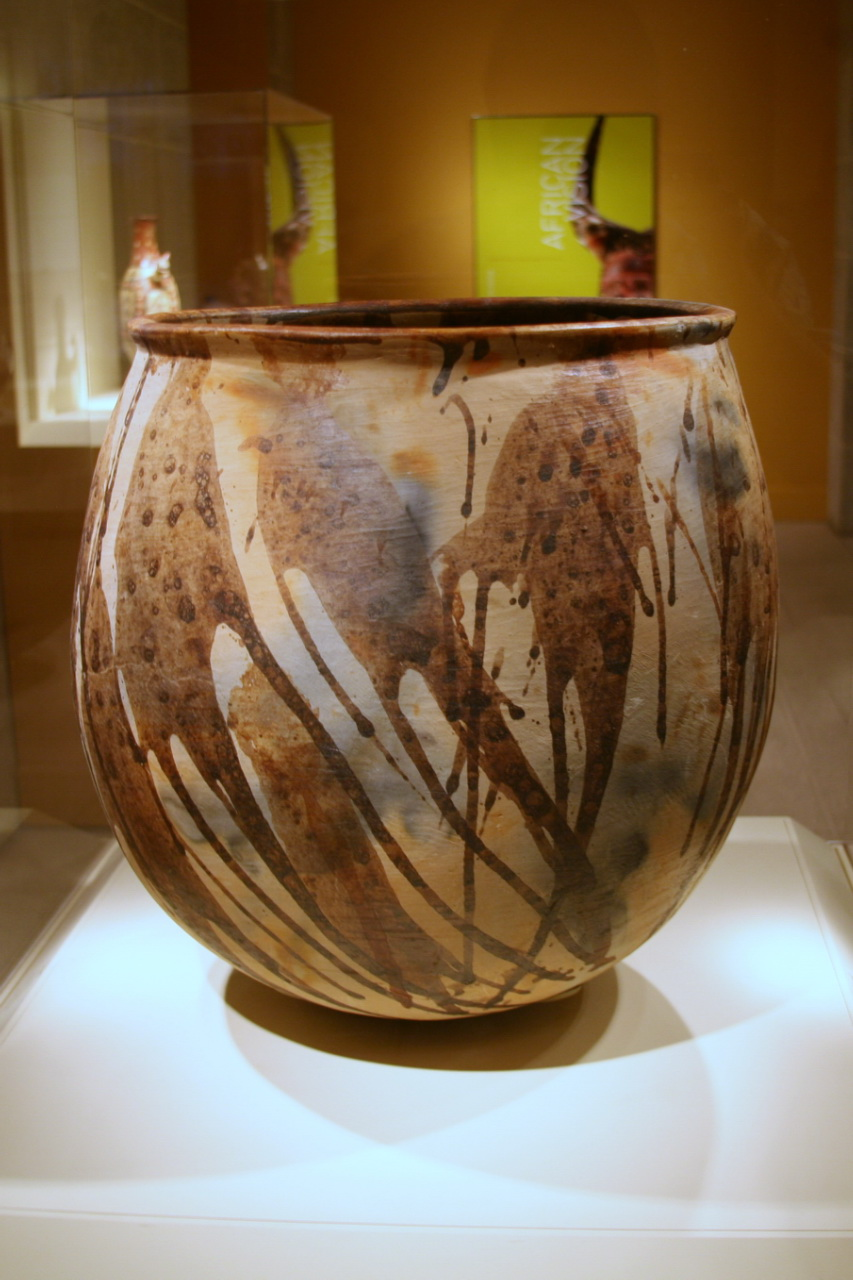
Töpferware der Chewa

In der traditionellen Religion der Chewa gibt es einen Schöpfergott (Mzimu Wamkulu, auch Chiuta oder Chaunta), der die Welt auf dem Berg Kapirintiwa an der Grenze zwischen Westmosambik und dem zentralen Hochland von Malawi (evtl. der 1335 Meter hohe Kapiriuta südlich von Lilongwe) während eines Gewittersturms schuf. Vermittler zwischen den Menschen und Gott sind die Ahnengeister, die großen Einfluss auf die Menschen haben. Die Menschen müssen die Ahnengeister deshalb mit regelmäßigen Opfergaben und Tänzen positiv stimmen. Im Zentrum der religiösen Chewa-Identität stehen deshalb die Nyau-Maskentänze (Gule Wamkulu), über die der Kontakt zu den Ahnen hergestellt wird. Zur Abgrenzung gegenüber den zahlreich nach Malawi eingewanderten Ethnien, insbesondere den im 19. Jahrhundert aus dem Süden zuwandernden Ngoni, pflegten die Chewa besondere Traditionen: die Tätowierungen, ihre Sprache und die Geheimgesellschaften der traditionellen Religion (Nyau), die als Begräbnisritual Tänze mit Masken und mehr oder weniger abstrakten Tiergestalten praktizieren.
Die Chewa haben bis heute eine matrilineare Erbfolge für Besitz und Rechte. Mbele bedeutet „Nachkommen von derselben Brust“. Diese bilden die Familie, die Mbumba. Ältere Brüder der Mutter werden Nkhoswe genannt, sind Anführer der Linie und Mentoren der Söhne ihrer Schwestern. Es wird angenommen, dass die weißen Felsmalereien im Chongoni-Gebiet unter anderem als Teil von weiblichen Initiationsriten entstanden sind.